# Eric Young
Jeremy Fritz (15 de diciembre de 1979) es un luchador profesional canadiense, conocido por su nombre artístico, Eric Young, quien actualmente trabaja para Total Nonstop Action Wrestling (TNA). 
Fritz ha sido dos veces campeón mundial al ser Campeón Mundial (Peso Pesado) de la (TNA / Impact), tres veces Campeón de Leyendas/Global/Televisivo/Rey de la Montaña de la TNA y una vez Campeón de la División X de la TNA. Además, ha sido una vez Campeón Mundial en Parejas de la TNA, Campeón Mundial en Parejas de la NWA y Campeón Femenino en Parejas de la TNA, siendo con esto el único luchador en conseguir los tres campeonatos en parejas de la TNA. Con estos logros, se convierte en Campeón de las Tres Coronas y Gran Campeón.

## Carrera

### Comienzos
El 14 de octubre de 1998, Fritz debutó contra su amigo "Suicide" Sean Ball. Luego entrenó con Scott D'Amore y Chris Kanyon. Luego de que el entrenamiento fue completado, Fritz comenzó a trabajar en el circuito independiente. Apareció en la WWE tres veces. La primera vez fue en WWE Velocity; hizo equipo con su futuro compañero Bobby Roode y perdieron contra Chuck Palumbo y Johnny Stamboli. La segunda vez también fue en WWE Velocity, perdió contra Sean O'Haire. Al día siguiente apareció en WWE Sunday Night HEAT y perdió contra Val Venis.
El 30 de junio de 2007, Fritz ganó el APWF Light Heavyweight Championship derrotando a "Luscious" Rocky Reynolds.

### Total Nonstop Action Wrestling (2004–2016)

#### 2004–2005
En enero de 2004, apareció como un jobber. Luego, el 5 de mayo, regresó como miembro Team Canada. Tomó parte de World X Cup, derrotando a Jerry Lynn, Mr. Águila y Taichi Ishikari en un ladder match.
El 15 de octubre de 2004, en un episodio de Impact!, Young y Bobby Roode derrotaron a Christopher Daniels & "Cowboy" James Storm, ganando los Campeonatos Mundiales en Pareja de la NWA, pero los perdieron el 7 de noviembre en Victory Road, contra 3Live Kru (Konnan & B.G. James). Sin embargo, el 5 de diciembre volvieron a ganar los títulos en Turning Point, derrotando a B.G. James & Ron Killings.
A comienzos de 2005, Young & Roode empezaron un feudo con America's Most Wanted, perdiendo los campeonatos ante ellos el 16 de enero. El 24 de abril, Young empezó a hacer pareja con el miembro de Team Canada, Petey Williams, intentando ganar los títulos, pero fueron derrotados en Lockdown por America's Most Wanted y en Slammiversary ante The Naturals. Sin embargo, entre ambos eventos, derrotaron a Apolo & Sonny Siaki en Hard Justice. 

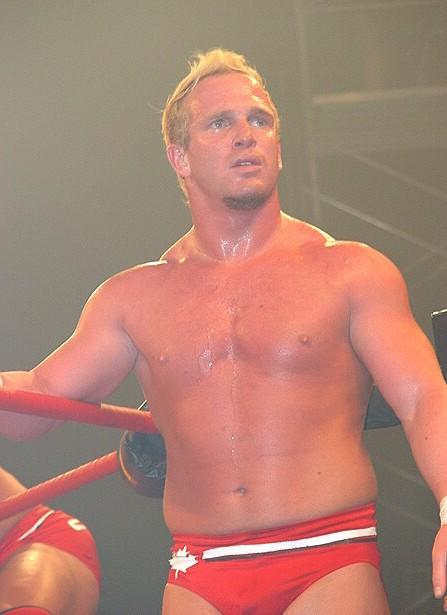
Young se dio a conocer en Estados Unidos en la TNA, como miembro del Team Canada.

Team Canada empezó un feudo con The Naturals & Lance Hoyt. Young, Roode & A-1, derrotaron a Hoyt & The Naturals en No Surrender, pero el 14 de agosto, America's Most Wanted formaron una alianza con The Naturals contra Team Canada, pero Young, Roode, Williams & A-1 derrotaron a The Naturals & America's Most Wanted en Sacriface. Cuando Williams se centró en su carrera individual, Young empezó a hacer equipo con A-1. El 11 de septiembre, en Unbreakable, Young & A-1 lucharon contra America's Most Wanted, Alex Shelley & Johnny Candido y los campeones The Naturals, pero retuvieron los campeones.
En Bound for Glory, Young, A-1 & Bobby Roode derrotaron a 3Live Kru (Konnan, Ron Killings & B.G. James). Luego de la lucha trataron de atacar a Konnan, pero Kip James interfirió a favor de 3LK. Esa misma noche detuvieron a 3Live Kru para que no ayudaran a Rhino de un ataque de Planet Jarrett y luego ayudaron a Jeff Jarrett a poner a Rhino en un ataúd que ellos habían llevado a l ring. Sin embargo, entraron Team 3D y, con ayuda de 3LiveKru, atacaron a Planet Jarrett y Team Canada. Team Canada obtuvo su revancha en Genesis, donde Young Roode & A-1 se enfrentaron a 3LiveKru de nuevo, pero Team Canada perdió después de que Killings le hiciera la cuenta a Young. Luego, se volvieron a enfrentar en Turning Point, cuando Young, Roode, A-1 & Williams derrotaron a 4LiveKru (Killings, Konnan, James & Kip James, ganando Team Canada después de que Konnan atacara a su propio equipo.
En octubre de 2005, luego del debut de TNA en Spike TV, Young adoptó un nuevo gimmik de un personaje paranoico y con miedo a casi todo y a casi todos. El 15 de octubre, el personaje fue introducido por Planet Jarret, Young se sorprendió cuando una caja de pañuelos aplastó a Abyss dijo que el estadio estaba embrujado por un fantasma llamado "Katie" (una referencia a la storyline de "Katie Vick" de la WWE). Las cosas más simples empezaron a asustar a Young, incluyendo la pirotecnia de la entrada de Team Canada.

#### 2006–2007
Después del retiro de Sting de la lucha libre profesional en 2006, Young se empeñó en que no se había retirado, a pesar de las pruebas que le dio Jarrett. Finalmente, fue derrotado por Sting el 13 de abril de 2006. Luego, cuando Jim Cornette se convirtió en el nuevo General Mánager de TNA, dijo que alguien sería despedido, a lo que Young empezó a tener una paranoia con su despido. Finalmente, el 29 de junio se anunció que Team Canada estaba disuelto y el 14 de julio pelearon para tener el derecho de formar equipo de nuevo, pero fueron derrotados.
En Victory Road, Team Canada se reunió por primera vez, a lo que Young expresó lo que sentía de verdad por cada uno de los miembros hasta que D'Amore lo detuvo, culpándolo de la separación, diciéndole que iba a ser despedido, cosa que finalmente pasó el 5 de octubre al ser derrotado en un "Loser gets fired match" después de una interferencia de Larry Zbyszko. Sn embargo, a raíz de esta interferencia, Jim Cornette le dio otra oportunidad a Young para recuperar su trabajo en una lucha "Loser gets fired" contra Zbyszko en Bound for Glory. Young ganó y recuperó su trabajo. 
Luego empezó un feudo con Robert Roode después de que Young derrotara a su novia (Kayfabe) Ms. Brooks en un concurso de bikinis en Turning Point, por lo que ambos empezaron a decirle que se uniera a "Robert Roode Inc.", consiguiéndolo en Against All Odds. Durante varias semanas, Young fue humillado por Roode hasta que Young derrotó a Roode en Slammiversary, después de que Gail Kim sacara a Ms. Brooks del ring. Kim & Young continuaron el feudo en Victory Road, donde Young & Kim derrotaron a Roode & Brooks. Sin embargo, Young fue derrotaso en Hard Justice en un "Humillation match".
Cuando Adam "Pacman" Jones se unió a TNA, Young estaba desesperado por conseguir su autógrafo, pero terminó siendo atacado por Ron Killings, y pintado con spray por Pacman. Young empezó a hacer pareja con Sharkboy, para ser contendientes por los campeonatos en parejas. Young luchó contra Judas Mesias en su debut oficial, pero salió gravemente herido a pesar de que Sharkboy intentó ayudarlo. El 4 de octubre, Young derrotó a James Storm en una Gauntlet match. En Bound for Glory, Young ganó el Fight for the Right Battle Royal, al cubrir a Robert Roode, para ganar el primer asalto. Fue eliminado en el segundo round al ser cubierto por Storm. Desde ese entonces Young entró en un feudo con Storm, donde compitieron en concursos de tomar cerveza, sobre todo en Genesis, donde Young tomó el World Beer Drinking Championship de Storm, luego de que este se desmayara. Young defendió el título en Impact!, antes de Turning Point, en una competencia del que bebía más en 60 segundos, y ganó, pero luego fue atacado por Storm.

#### 2008–2009

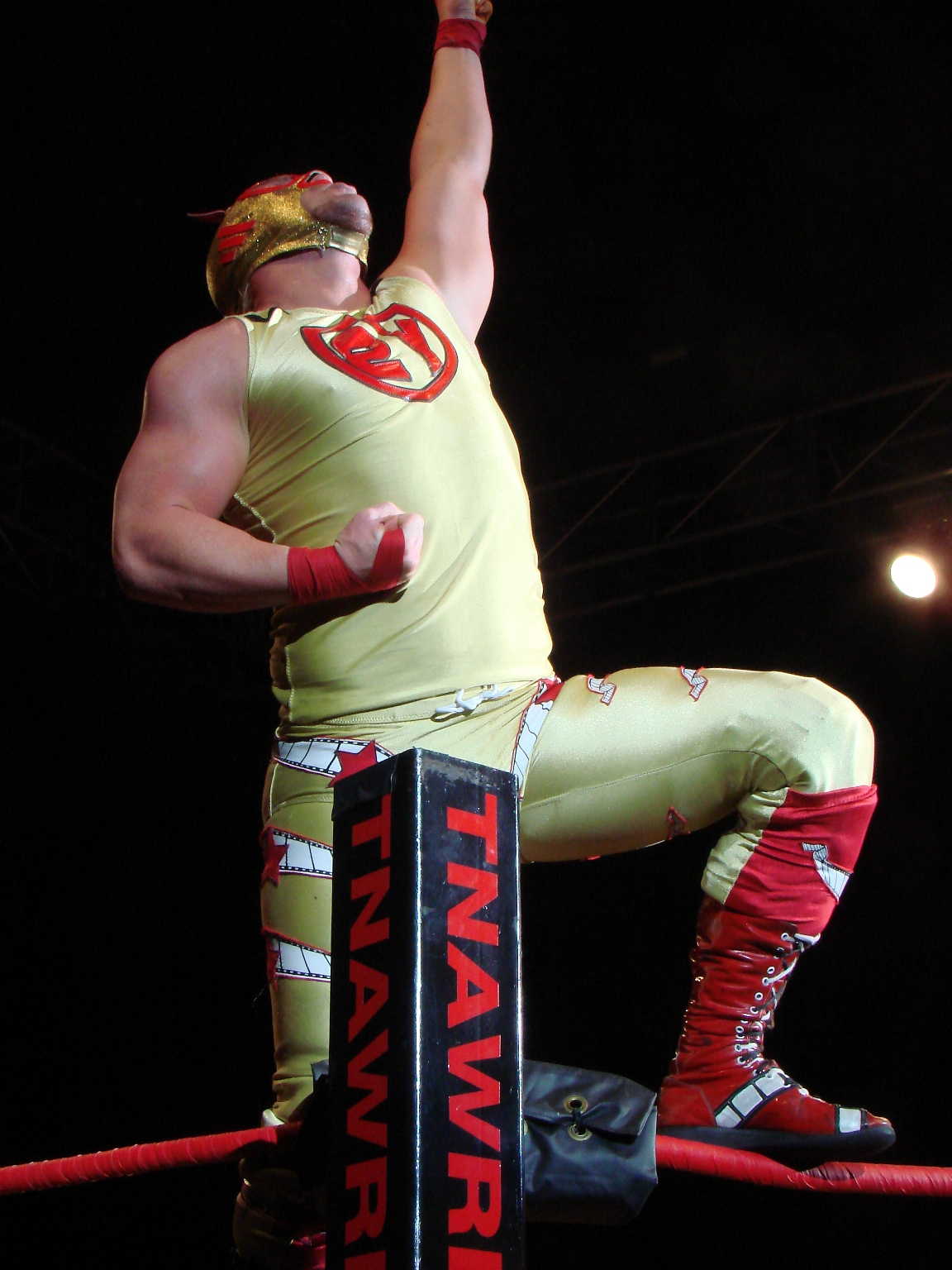
Debido a su miedo a ser despedido, creó a Super Eric, su alter-ego valiente.

El 28 de febrero, en Impact!, Young perdió el Beer Drinking Championship contra James Storm en una lucha de escaleras. Young luego tuvo un feudo con Rellik, perdiendo contra el en Impact!. Esto llevó a una lucha en Destination X, con Young haciendo pareja con Kaz para derrotar a Rellik y Black Reign en una tag team match, fue en este evento q Young estrenó su gimmick de superhéroe, llamado Super Eric. En Lockdown, el y Kaz ganaron "The Cuffed in a Cage" match, para ganar la oportunidad de luchar por los Campeonatos de Parejas. El 17 de abril, en Impact!, Super Eric y Kaz ganaron los Campeonatos en pareja de la TNA, pero más tarde esa noche fueron despojados de los títulos porque Young no admitió que él era Super Eric. El 1 de mayo, en Impact!, hizo pareja con A.J. Styles, quien estaba buscando desesperadamente una pareja para la noche, y derrotaron a The Rock 'n Rave Infection. El y Styles participaron en Sacrifice, en un torneo para coronar a los nuevos Campeones Tag Team, pero perdieron contra los que ganarían el campeonato, The Latin American Xchange.

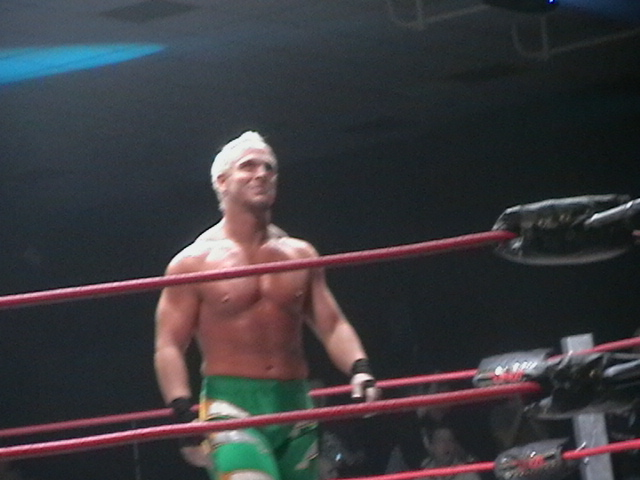
Eric Young en un house show en Dublín, Irlanda en enero de 2009.

En Slammiversary, Awesome Kong atacó a un impostor de Elvis. El revivió el gimmick de Super Eric, para unirse a Curry Man y Shark Boy, como parte de una parodia de los Super Amigos, llamada "The Prince Justice Brotherhood", que era al mismo tiempo que se burlan del nombre de Abyss.
El 30 de octubre, en Impact!, A.J. Styles y Samoa Joe crearon un grupo llamado The TNA Frontline, que estaba constituido por luchadores jóvenes, para combatir a The Main Event Mafia. El grupo estaba conformado por Eric Young, Jay Lethal, Consequences Creed, Petey Williams, O.D.B. y The Motor City Machineguns. Young ya no era paranoico, y tenía más confianza en sí mismo. También dejó de sorprenderse por la pirotecnia. En noviembre, en el 13 episodio de Impact!, Young derrotó a Sheik Abdul Bashir, para ganar el campeonato de la división X, sin embargo la semana siguiente, Young fue despojado del título y fue devuelto a Bashir. Young recibió una oportunidad por el TNA Legends Championship contra Booker T, pero perdió por una interferencia de Sharmell. En Final Resolution, Sewell ayudó a Young a derrotar a Bashir de nuevo por el Campeonato de la división X. Por el final tan controversial, fue despojado del título. Jim Cornette hizo un torneo por el título, Young derrotó a Bashir en los cuartos de final, para ir a la semifinal. Luego perdió contra Alex Shelley, por una interferencia de Chris Sabin, para que la final fuera entre The Motor City Machine Guns.

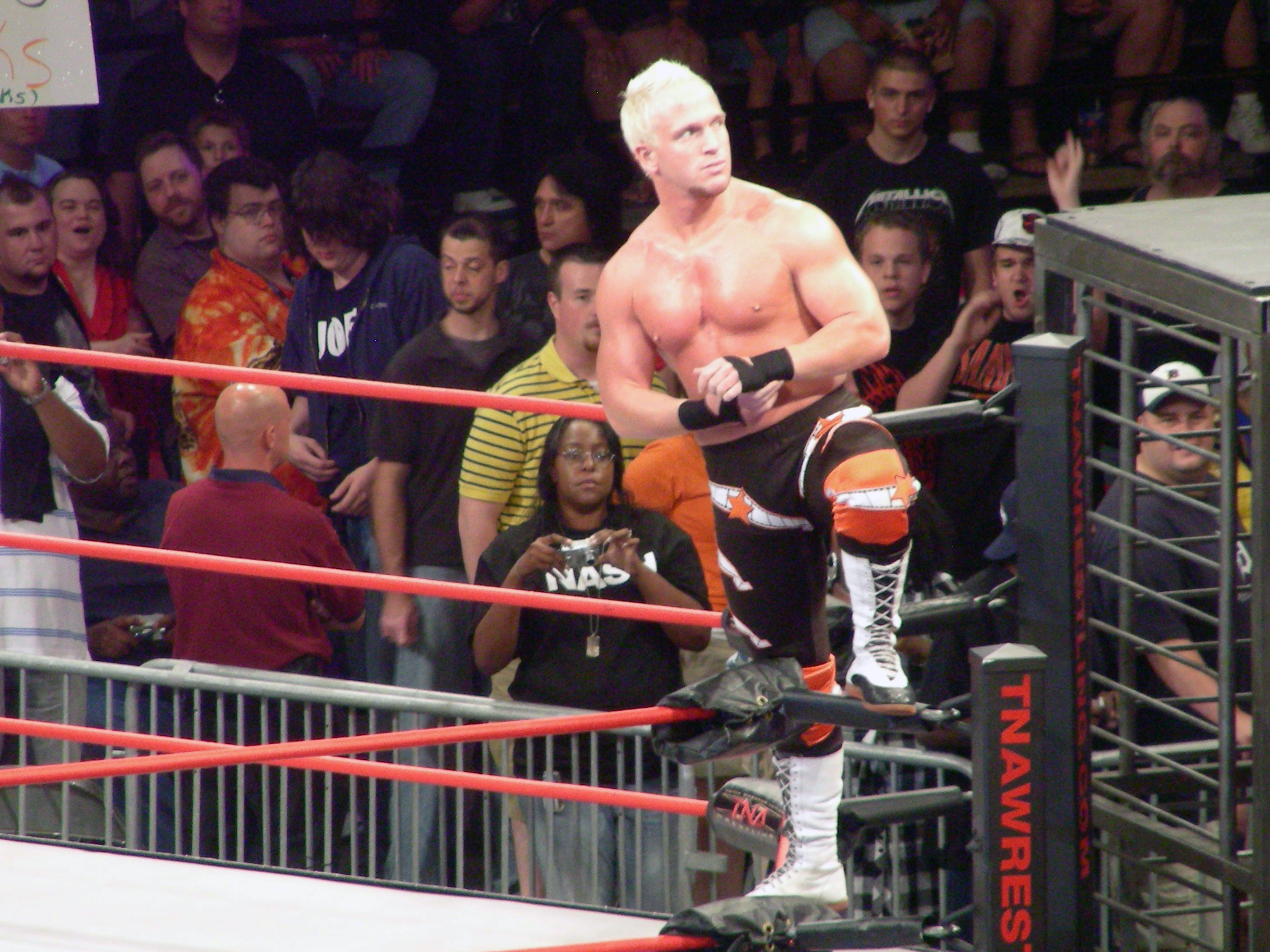
Eric Young en Slammiversary 2009.

El 28 de mayo de 2009, Young se volvió heel, luego de atacar a Jarrett, quien lo acababa de derrotar en una lucha clasificatoria para el King of the Mountain. La semana siguiente se enfrentó a Jarrett y las consecuencias que le hizo a prestar más atención a la lucha libre que a sus hijas al igual que su padre, que llevó a bofetadas Jarrett él e iniciar una pelea. En el pre-show de Slammiversary, el y Rhino derrotaron a The British Invasion conformada por Doug Williams y Brutus Magnus. Young entraría en un feudo con Rhino, hasta que Rhino lo derrotó por una interferencia del protegido de Rhino Jesse Neal. Luego fue escogido por Kurt Angle para ser el árbitro especial, en una lucha de tres esquinas entre Angle, Jarrett y Foley. Durante la lucha le hacía la cuanta lenta cada vez que Jarrett cubría a alguien. Y cuando Angle logró hacer el Angle Lock a Foley, Young hizo tocar la campana, aunque Foley no se ubiera rendido. Al final de la lucha Jarrett atacó a Young.
El 23 de julio, en Impact!, Young se disculpó por su comportamiento con Jarrett y le deseo suerte a Foley en su lucha contra Angle, Foley le permitió a Young unirse al grupo compuesto por A.J. Styles, Daniels, James Storm y Robert Roode para enfrentarse a British Invasion, Kiyoshi y Sheik Abdul Bashir en una lucha de 5 contra 5. Pero al final de la lucha, se puso en contra de su equipo y le hizo un spike piledriver a A.J. Styles. Young luego se unió a un grupo llamado World Elite, conformado por el (representando a Canadá), Bashir (representando a Irán), Kiyoshi (representando a Japón), y The British Invasion (representando a Inglaterra). En la siguiente semana, Young cambió de apariencia, afeitándose la cabeza y usando un nuevo traje en una lucha en la que derrotó a Daniels. Esa misma noche ayudó a Doug Williams y Brutus Magnus a ganar los Campeonatos en Parejas de IWGP de Team 3D. El 6 de agosto, fue revelado que Kurt Angle y Young habían hecho un trato para unir a Main Event Mafia con World Elite. El 10 de septiembre, World Elite introdujeron al grupo a Homicide (representando a Puerto Rico). El 1 de octubre, la alianza entre World Elite y Main Event Mafia llegó a su final. En Bound for Glory, Young derrotó a Kevin Nash y a Hernández, para convertirse en Campeón de Leyendas de TNA. El 29 de octubre, Young le cambió el nombre al campeonato de leyendas a "Campeonato Global".

#### 2010–2011
Finalmente, Young perdió el título ante su compañero Rob Terry el 27 de enero de 2010 durante una gira por Gales. Tras esto, cambió a Face y se unió a Kevin Nash en su feudo con The Band (Scott Hall & Syxx Pac), enfrentándose a ellos en Destination X, combate que perdió Young después de que Nash le traicionara. El 29 de marzo en iMPACT!, Nash le ofreció a Young un lugar en The Band, diciendo que lo sucedido en Destination X solo había sido para darle contrato a sus compañeros y que no era nada personal. Sin embargo, Young declinó la oferta y en el evento principal del show, Young junto a Jeff Hardy & Rob Van Dam derrotaron a The Band en un 6 Man Tag Team Steel Cage Match. Finalmente, Young se enfrentó a Nash en un Steel Cage en Lockdown, perdiendo el combate. El 3 de mayo, Young volvió a hacerse heel, al atacar a Team 3D y uniéndose a The Band. La siguiente semana Nash usó contrato "Feast or Fired" para hacer pareja con Scott Hall y vencer a Matt Morgan y Hernández por los Campeonatos Mundiales en Parejas de la TNA. Nash nombró a Young como el tercer campeón pero TNA no lo reconoció. En el evento Sacrifice, sus compañeros Kevin Nash & Scott Hall defendieron con éxito los títulos contra Ink Inc. (Shannon Moore & Jesse Neal), combate durante el cual Young intervino a favor de sus compañeros, que ganaron luego de la intervención de Brother Ray. Sin embargo, el 14 de junio fueron despojados de los campeonatos, por lo que ese mismo día, Young y Nash participaron en un torneo para coronar a los nuevos campeones, pero perdieron en la primera ronda ante Ink Inc. Tras esto, The Band se separó definitivamente el 24 de junio, luego de que Nash comenzara a culpar a Hogan por el despido de Hall y Pac, por lo que Young no quería meterse en problemas por ello, pasando Young a luchar en Xplosion. Durante una lucha con Suicide, le golpeó a Young en la cabeza, cambiando con esto a face y retomando su antiguo gimmick.

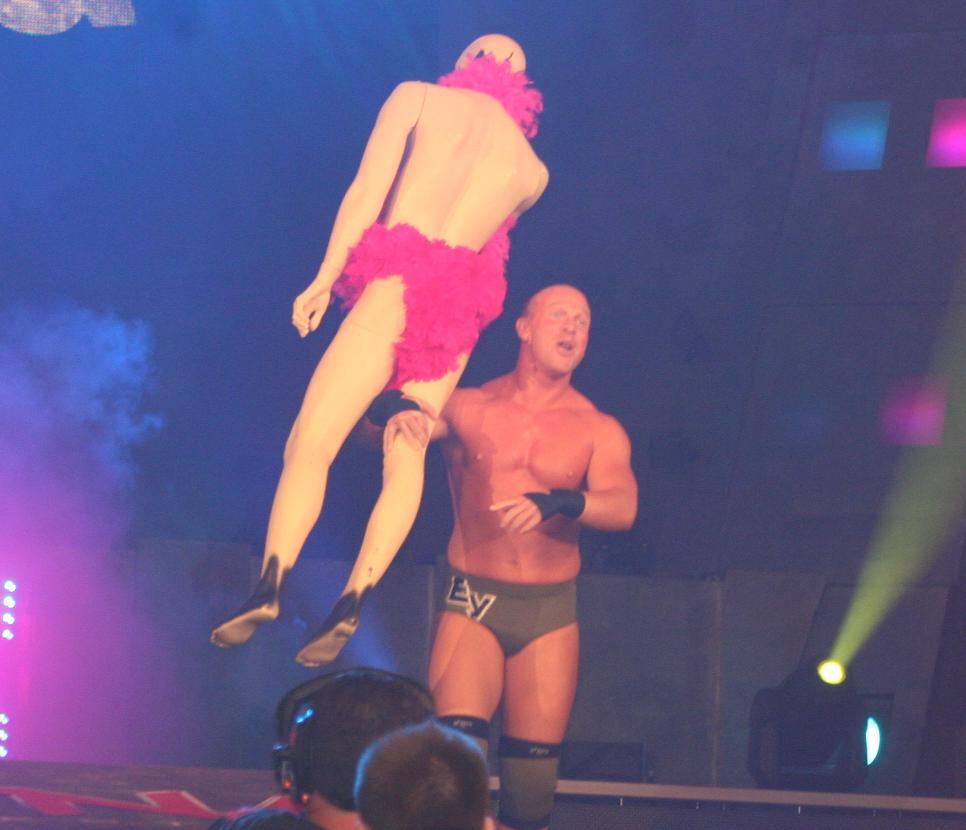
Young con un maniquí en julio de 2010.

En Xplosion comenzó a hacer equipo con Orlando Jordan, causando la derrota del equipo en varias luchas, ya que casi siempre confundía a sus rivales con aliados y viceversa. En Bound for Glory, él y Jordan se enfrentaron a Ink Inc. (Shannon Moore & Jesse Neal), donde volvieron a perder por culpa de Young.
Comenzando el año continuó haciendo equipo con Orlando Jordan, compitiendo contra los otros equipos de TNA. En Lockdown, Ink Inc. derrotaron a Scott Steiner & Crimson, Young & Jordan y The British Invasion (Magnus & Douglas Williams) en un Steel Cage match. El 17 de mayo derrotó a Gunner, ganando el Campeonato Televisivo de la TNA por segunda vez. En Destination X, Young hizo equipo con Shark Boy, derrotando a Generation Me. El 22 de septiembre en Impact Wrestling, formó una pareja con ODB por lo que con el paso del tiempo continuaron formando equipo en luchas en parejas. Finalmente, en Turning Point, perdió el Campeonato Televisivo al ser derrotado por Robbie E tras una interferencia de Robbie T. Debido a esto, Young comenzó un feudo con ambos, obteniendo su revancha frente a Robbie E en Final Resolution, siendo derrotado nuevamente.
El 15 de diciembre, Young & ODB formaron equipo para participar en el Wild Card Tournament para obtener una oportunidad por el Campeonato Mundial en Parejas de TNA, consiguiendo llegar a la semifinal al derrotar a Anarquía & Shannon Moore. La semana siguiente, fueron eliminados del torneo por Magnus & Samoa Joe.

#### 2012–2013
A pesar de su derrota en el torneo, ambos siguieron juntos como una pareja, empezando una relación amorosa (kayfabe), teniendo una serie de luchas con Angelina Love & Winter, derrotándolas el 26 de enero en Impact Wrestling. El 28 de febrero (emitido el 8 de marzo) en Impact Wrestling, derrotaron a Gail Kim & Madison Rayne para ganar el Campeonato de Knockouts en Parejas de la TNA, siendo Young el primer hombre en poseer el campeonato y el primer luchador en haber obtenido todos los títulos en parejas de la TNA. Después de la lucha, Young le propuso matrimonio a ODB, la cual aceptó. Dos semanas después en Impact Wrestling, ODB & Young defendieron de forma exitosa en su primera defensa de los Campeonatos frente a Mexican America (Rosita & Sarita). El 12 de abril en Impact Wrestling se llevó a cabo la boda de matrimonio entre ODB y Young, aunque durante el lapso de la boda fueron interrumpidos por Sarita & Rosita, comenzando un feudo. En Lockdown, Young & ODB derrotaron a Sarita & Rosita en un Steel Cage Match reteniendo los Campeonatos de Knockouts en Parejas de la TNA. En Sacrifice, Young enfrentó al en ese entonces invicto Crimson, siendo derrotado. Posteriormente a una cirugía de garganta, se tomó un descanso, aprovechando para grabar un programa de televisión llamado Animal Planet. Después de meses sin aparecer en TNA, hizo su regreso en Turning Point para ayudar a su mujer ODB en su feudo contra la pareja de Tara & Jesse. En el evento, se alzaron con la victoria después de que cubriera a Jesse. La semana siguiente en Impact Wrestling se enfrentó a Jesse en un combate individual, pero fue derroado. Una semana después, Young cubrió a Jesse en un Three-way Match, que también incluyó a Robbie E y forzó a Jesse a ponerse un traje de pavo como parte del tema de Acción de Gracias. Después de la lucha, tanto él como ODB fueron emboscados por Aces & Eights quienes procedieron a lesionar a Young golpeando el tobillo expuesto con un martillo, mientras ODB estaba esposada fuera del ring y obligada a ver.
Young regresó en el episodio del 28 de febrero de 2013 de Impact Wrestling, revelándose como el miembro final del equipo Lethal Lockdown de Sting y atacando a sus oponentes, Aces & Eights. El 10 de marzo en Lockdown, Team TNA, compuesto por Young, James Storm, Magnus, Samoa Joe y Sting derrotaron a Aces & Eights, consistiendo en Devon, DOC, Garett Bischoff, Knux y Mr. Anderson en un Lethal Lockdown match, con Young cubriendo a Knux para la victoria. El 20 de junio en Impact Wrestling, Young y ODB fueron despojados de los Campeonatos de Knockouts en Parejas por Brooke Hogan debido a que Young era un hombre, poniendo fin a su reinado con un récord de 478 días. Los títulos fueron retirados el 27 de junio.
En el episodio del 19 de septiembre de Impact Wrestling, Young regresó entonces a la acción individual cuando derrotó a Robbie E. En septiembre de 2013, Young comenzó a hacer equipo con Joseph Park. En el episodio del 26 de septiembre de Impact Wrestling Young junto con ODB y Joseph Park derrotaron a The Bro Mans (Jessie Godderz & Robbie E) y Gail Kim en un combate en parejas mixtas. En el episodio del 31 de octubre de 2013 de Impact Wrestling, Abyss vino en ayuda de Eric Young otra vez después de que fue atacado por Bad Influence y demostró que no era una amenaza para Eric Young. Sin embargo, el 5 de diciembre de 2013, Bad Influence reveló que el bufete legal de Park había cerrado hace 15 años. La siguiente semana, Park y Young derrotaron a Bad Influence. Después de la lucha, Young le dijo a Park que él era Abyss. El 26 de diciembre de 2013, Young organizó un Monster's Ball match entre Bad Influence y Park y le dio a Park el bate con clavos de Abyss, "Janice". Park ganó la lucha cuando se convirtió en Abyss.

#### 2014-2016
El 6 de febrero de 2014, Abyss derrotó a Young en un Monster's Ball match. Sin embargo, durante la lcuha, Young despojó de su máscara a Abyss, revelando a Park que él y Abyss son la misma persona. Abyss pasó a volverse heel cuando se alió con Magnus. En el episodio del 27 de marzo de Impact Wrestling, Young perdió ante Samoa Joe por nocaut/sumisión. El 10 de abril de 2014 en Impact Wrestling, Young ganó una 10 Man Gauntlet match que buscaba al retador #1 al Campeonato Mundial Peso Pesado para el evento Sacrifice. Sin embargo, le solicitó a MVP luchar con el campeón Magnus inmediatamente. De esta manera, derrotó a Magnus en el evento principal, ganando por primera vez en su carrera el Campeonato Mundial Peso Pesado de la TNA. La victoria también lo hace el séptimo Campeón de Triple Corona y el cuarto Gran Campeón en TNA. El 19 de junio en Impact Wrestling, perdió el Campeonato ante Lashley. El 5 de agosto en Hardcore Justice, Young no logró ganar la lucha contra Bobby Roode, Austin Aries, Gunner, James Storm y Magnus en Six Sides of Steel Match por ser el retador #1 al Campeonato de Lashley, debido a que escapó al mismo tiempo que Roode. Tras esto,  Young no apareció en los siguientes episodios.
El 7 de enero en Impact Wrestling, Young hizo su regreso, salvando a Bobby Roode del ataque de Beat Down Clan (MVP, Samoa Joe, Kenny King y Low Ki) pero se volvió heel, cuando tomó una silla y empezó a agredir a Roode. Tras esto, Young empezó un duro feudo con Roode que terminó en Impact Wrestling Lockdown donde Roode venció a Young en un Six Sides of Steel Match. En Slammiversary, participó de la lucha por el rebautizado Campeonato de Rey de la Montaña contra Drew Galloway, Matt Hardy, Bobby Roode y Jeff Jarrett, siendo Jarrett el ganador y nuevo campeón. El 9 de septiembre, Young intervino en la lucha entre Drew Galloway y Chris Mordetsky mientras que se dio una rivalidad entre TNA y la empresa GFW, quitándole la guitarra a Jeff Jarrett pero Young usó la misma para romperla en la cabeza de Galloway, traicionando a TNA y uniéndose al equipo de GFW. El 16 de septiembre en Impact Wrestling, Young fue incluido en la lucha entre el Team TNA (Drew Galloway, Lashley, Eddie Edwards, Davey Richards y Bram) y Team GFW (Jeff Jarrett, Sonjay Dutt, Brian Myers, Chris Mordetsky y Eric Young) donde el Team GFW fue derrotado y consecuente de esto, Jeff Jarrett y todos los luchadores de GFW fueron expulsados de TNA. En los siguientes episodios de Impact Wrestling, Young fue recriminado y atacado por partes de muchos luchadores y de Dixie Carter por cuanto ayudó a GFW.
En Bound for Glory, Young se enfrentó a Kurt Angle en un No DQ Match donde fue derrotado. Aunque se grabaron e julio, en noviembre, participó en el TNA World Title Series donde llegó a las semifinales donde fue derrotado por Matt Hardy.
El 12 de enero en Impact Wrestling, Young se enfrentó a Bobby Roode por el Campeonato de Rey de la Montaña, siendo ganador y nuevo campeón. Además es el único luchador que ganó dicho título en sus cuatro versiones (Campeonato de las Leyendas / Global / Televisión / Rey de la Montaña). El 19 de marzo en Impact Wrestling, perdió su título ante Bram. Ese mismo día, TNA anunció que Young dejaba la compañía después de 12 años.

### WWE (2016-2020)

#### NXT (2016-2018)
Si bien Young apareció junto a Bobby Roode en NXT TakeOver: Dallas, El 28 de abril, Eric Young apareció en NXT, confrontando a Samoa Joe. Esa misma noche, tuvo su primera lucha contra Joe donde perdió.
El 12 de octubre en NXT, Young apareció nuevamente pero acompañado de Alexander Wolfe, Sawyer Fulton y Nikki Cross, como el líder de SAnitY, el nuevo stable heel de NXT.
En su primer rivalidad SAnitY se dedicó a atacar a varios luchadores de NXT como Tye Dillinger, Roderick Strong y No way Jose, entrando en un feudo grupal contra estos tres.
Young, tras múltiples batallas tanto en equipos como individuales entró en un feudo contra Tye Dillinger, perdiendo una lucha de jaula de acero en un show pregrabado de NXT y perdiendo el feudo.
Young regresó en el episodio del 9 de agosto de NXT cuando Sanity atacó a The Authors of Pain. En NXT TakeOver: Brooklyn III, Wolfe y Dain fueron originalmente programados para enfrentarse a The Authors of Pain por el Campeonato en Parejas de NXT, pero antes de que comenzara el combate, se produjo una pelea entre los dos equipos y después de que comenzara la lucha, Young reemplazó a Dain y finalmente, Sanity derrotó a The Authors of Pain para capturar los títulos. En el episodio del 27 de septiembre de NXT, Young perdió ante Adam Cole en el debut de Cole en el ring. En el episodio del 18 de octubre de NXT, un combate entre SAnitY y The Undisputed Era terminó en un no contest cuando The Authors of Pain hicieron su sorprendente regreso y estalló una pelea. En el episodio del 1 de noviembre de NXT, SAnitY y The Authors of Pain compitieron en un combate por equipos que terminó en un no contest cuando Adam Cole, Bobby Fish y Kyle O'Reilly atacaron a ambos equipos. En el episodio del 8 de noviembre de NXT, durante un partido entre Roderick Strong y Adam Cole, terminó en un no contest cuando una pelea estalló con SAnitY atacando tanto a Cole como a Strong.
En el episodio del 20 de diciembre de NXT, SAnitY perdió el Campeonato en Parejas de NXT ante Bobby Fish y Kyle O'Reilly, de The Undisputed Era.

#### 2018-2020
El 17 de abril en SmackDown Live, Young y el resto de Sanity, a excepción de Nikki Cross, fueron reclutados como parte de WWE Superstar Shake-up. Debutó en el episodio del 19 de junio de Smackdown Live donde atacaron The Usos cambiandose a heel nuevamente. La semana siguiente en SmackDown Live, Young respondió el desafío abierto de Jeff Hardy por el Campeonato de los Estados Unidos de la WWE. La lucha terminó con DQ cuando The Usos corrió hacia una pelea por equipos de seis hombres donde Sanity fueron derrotados en su debut como equipo. Durante el resto del año sanity fueron usados como jobbers y no se les veía en televisión, su lucha más reciente fue contra The Miz donde fue 3-1 hándicap Match donde sanity perdió siendo esta la última lucha de Eric young en la marca azul.
El 15 de abril en Raw young fue anunciado que competirá en dicha marca en solitario disolviendo a The Sanity.
El 20 de mayo en Raw hizo su primera aparcion televisada para intentear conseguir el Campeonato 24/7 pero no lo consigui y posteriormente durante las siguientes semanas perseguiría a R-Truth por el Campeonato 24/7 sin éxito alguno en conseguirlo.
En el Main Event del 18 de julio junto con EC3 derrotaron a No Way Jose & Titus O'Neil, siendo su primera victoria en el año, pero la siguiente semana en el Main Event del 25 de julio perdió junto a EC3 Cesaro & Robert Roode frente a Lucha House Party(Kalisto, Gran Metalik &Lince Dorado) & Titus O'Neil.
Tuvo su primera lucha en Raw contra Aleister Black, lucha que perdió, durante el Draft Suplementario se anunció que Young seguiría formando parte de Raw.
En el Main Event del 31 de octubre junto a Mojo Rawley perdieron ante Curt Hawkins & Zack Ryder. En el Kick-Off de WWE Crown Jewel, participó en la 20-Man Battle Royal Match por una oportunidad al Campeonato de los Estados Unidos de AJ Styles, sin embargo fue eliminado por Luke Harper.
En el Main Event transmitido el 5 de diciembre fue derrotado por No Way Jose, y la siguiente semana en la transmisión del Main Event del 12 diciembre derrotó a No Way Jose, siendo su primera victoria individual televisada.
Empezando el 2020,en el Main Event transmitido el 16 de enero fue derrotado por Cedric Alexander, y en el Main Event fue derrotado por No Way Jose y en el Main Event transmitido el 20 de febrero, junto a Shelton Benjamin fueron derrotados por Curt Hawkins & Zack Ryder, en el Main Event del 5 de marzo fue derrotado por Akira Tozawa, la siguiente semana en Main Event fue derrotado por Ricochet.
El 15 de abril de 2020, WWE despidió a Eric Young.

### Regreso a Impact Wrestling (2020-2022)
El 18 de julio de 2020, Young regresó a Impact en Slammiversary como participante sorpresa en un partido a cinco bandas por el Campeonato Mundial de Impact donde eliminó a Trey antes de ser eliminado por Rich Swann. Luego procedió a atacar a Swann con una silla de acero hiriendo la rodilla de Swann estableciéndose como un heel. Después de perder el título, Young fue reservado como líder de un nuevo stable, Violent by Design (VBD). Durante los últimos meses de 2020 y los primeros meses de 2021, el stable incluía a Joe Doering (quien hizo su debut en Turning Point), Deaner (quien se unió a ellos después de que se volvió contra su socio, Cousin Jake) y Rhino. 
En Hard To Kill, junto a Deaner & Joe Doering derrotaron a Cousin Jake, Rhino & Tommy Dreamer) en un Old School Rules Match. Sin embargo, el 29 de marzo, Young se rompió el ligamento cruzado anterior, dejándolo fuera de acción durante 6-9 meses.
En la edición del 1 de diciembre de 2022 de Impact Wrestling, Young fue "apuñalado" por Deaner, su compañero de Violent By Design, luego de que se informó que el contrato de Young con Impact había expirado, poniendo fin a su segundo mandato en la promoción.

### Regreso a WWE (2022-2023)
Según Fightful, Young volvió a firmar con la WWE en noviembre de 2022. Sin embargo, en abril de 2023, Young fue liberado de la WWE, según su propia solicitud. 

### Segundo regreso a Impact/TNA Wrestling (2023-presente)
Young regresó a Impact Wrestling en Slammiversary como una cara, convirtiéndose en el socio misterioso de Scott D'Amore y posteriormente derrotando a Bully Ray y Deaner.

## En lucha
- Movimientos finales

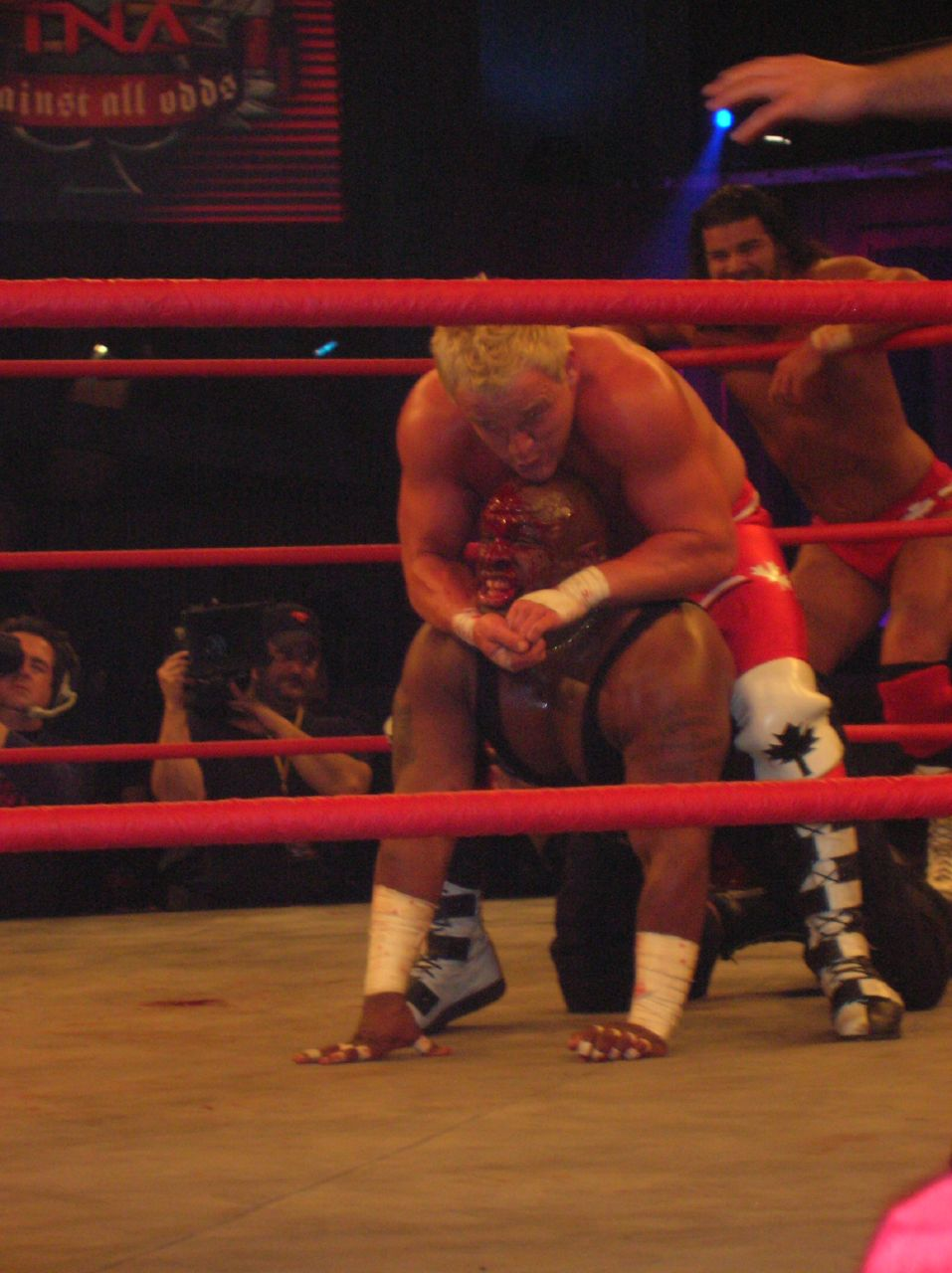
Young haciéndole un Camel Clutch a Brother Devon.

  - Bridging northern lights suplex[7] – 2008; usado como movimiento de firma posteriormente
  - Death Valley driver,[1] a veces a dos oponentes a la misma vez.[46] - 2008 - 2009
  - Diving elbow drop[47] – 2014–presente; Usado como movimiento de firma entre 2003–2013
  - Figure-four leglock – 2015–presente
  - Showstopper[1] (Bridging wheelbarrow suplex) - 2003 - 2004, 2011
  - Spike piledriver[48] – 2009–2016-2020-actualidad
  - Youngblood (Wheelbarrow finalizado en un elevated neckbreaker)[1] – 2003–2004, 2016–presente

- Movimientos de firma
  - Diving leg drop[49]
  - Inverted facelock neckbreaker
  - Seated inverted facelock
  - Moonsault[50]
  - Pendulum backbreaker[1]
  - Powerbomb
  - Roll-up
  - Superkick[1]
  - Thesz press
  - Suplex

- Mánagers
  - Scott D'Amore
  - Melina[51]
  - ODB[38]

- Apodos
  - "Showtime"[1][2]
  - "The Director"[1]
  - "EY"[52]
  - "(The Guy In Yellow) The Scientist"

## Campeonatos y logros

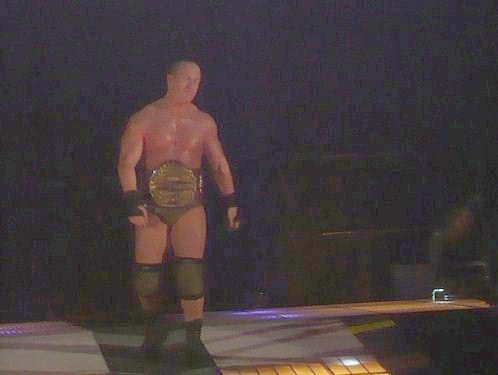
Eric Young como Campeón Global de la TNA.

- Allied Powers Wrestling Federation
  - APWF Cruiserweight Championship (1 vez)

- Family Wrestling Entertainment
  - FWE Heavyweight Championship (1 vez)

- Fighting Spirit Pro Wrestling
  - FSPW Independent Championship (2 veces)

- Memphis Wrestling
  - Memphis Southern Tag Team Championship (1 vez) – con Johnny Devine

- Neo Spirit Pro
  - NSP Independent Championship (1 vez)

- Total Nonstop Action Wrestling / Impact Wrestling
  - TNA World Heavyweight Championship/Impact World Championship (2 veces)
  - NWA World Tag Team Championship (2 veces) – con Bobby Roode[1]
  - TNA X Division Championship (1 vez)
  - TNA Legends/Global/Television/King of the Mountain Championship (3 veces)
  - TNA World Tag Team Championship/Impact World Tag Team Championship (4 veces) – con Kaz (1), Kevin Nash & Scott Hall (1), Deaner, Joe Doering & Rhino (1), Deaner & Doering (1)
  - TNA Knockout Tag Team Championship (1 vez) – con ODB.
  - Triple Crown Championship (vigesimoseptimo)
  - Grand Slam Championship (decimosexto)
  - TNA/IMPACT Year End Awards (3 veces)
    - Most Inspirational (2006)[53]
    - Moment of the Year (2020) – returning to Impact at Slammiversary, shared with the other returns and debuts that night[54]
    - Match of the Year (2020) vs. Eddie Edwards vs. Ace Austin vs. Trey vs. Rich Swann at Slammiversary[54]

- WWE
  - NXT Tag Team Championship (1 vez) - con Alexander Wolfe
  - NXT Year–End Award for Tag Team of the Year (2017) – con Alexander Wolfe and Killain Dain[55]

- Wrestling Observer Newsletter
  - Peor Lucha del Año - 2006 TNA Reverse Battle Royal on TNA Impact![56]

- Xtreme Wrestling Coalition
  - XWC World Heavyweight Championship (1 vez)

- Otros títulos
  - ACW Heavyweight Championship (1 vez)
  - IWF Heavyweight Championship (1 vez)